# Gerar
Gerar (hebräisch גְּרָר, Gərar) ist der Name eines antiken Ortes und Stadtstaates, der vermutlich im Süden Kanaans auf halbem Weg zwischen Gaza und Be’er Scheva lag. Der Name bedeutet „möglicherweise ‚abgeschabter / kahler Ort‘“. Gerar wird meistens am Tel Haror (= Tell Abu Hurere) zwischen Netiwot und Ofakim vermutet. Gerar gehörte nie zum Stammesgebiet Judas oder zum judäischen Königreich.

## Erwähnungen Gerars

### Vorbiblische Dokumente
Der Ort wird in keilschriftlichen Texten aus dem 2. Jahrtausend v. Chr., in ägyptische Listen aus der Zeit Thutmosis’ III. (reg. 1479–1425 v. Chr.) sowie in den Amarna-Briefen (14. Jahrhundert v. Chr.) erwähnt. Nach Hübner ist nicht sicher, ob es sich bei den genannten Orten um das biblische Gerar handelt.

### Bibel
In der Bibel wird der Ort erstmals in der Völkertafel in Gen 10,19  genannt.
Abraham, der Stammvater des Volkes Israel, soll sich eine Zeit lang dort niedergelassen haben (Gen 20,1 ). Zu der Zeit regierte nach biblischer Überlieferung Abimelech als Philister-König in Gerar (Gen 20,2 ; 26,1 ). Isaak lebte später gleichfalls in Gerar (Gen 26,6 ).
Als Tribut für die Erlaubnis, dort wohnen zu dürfen, soll Abraham gemäß der biblischen Erzählung diesem König seine Frau Sarah überlassen haben. Dies gefährdete die Verheißung, die JHWH ihm vor seinem Aufbruch nach Kanaan gegeben hatte: Er werde Nachkommen haben und daraus werde ein großes Volk hervorgehen. Doch Sara war bis dahin kinderlos geblieben, und Abraham gab sie als seine Schwester aus, um seine Sippe vor möglichem Überfall zu schützen. Dann aber sei Gott dem fremden König im Traum erschienen und habe ihn gewarnt, die ihm nicht gehörende Frau anzurühren. Daraufhin habe Abimelech Abraham vor seinem Hofstaat zur Rede gestellt wegen seines Misstrauens, ihm seine Frau wiedergegeben und Vieh und Silber als Gastgeschenk dazu. Auch habe er ihm freigestellt, sich niederzulassen, wo er wollte. Auf Abrahams Gebet zu Gott hin sei Abimelech von Unfruchtbarkeit geheilt worden, und seine Frauen konnten wieder Kinder gebären (Gen 20 ).
Asa (reg. 913–873 v. Chr.) soll den geschlagenen Kuschitern bis nach Gerar gefolgt sein und anschließend die Orte in der Umgebung geplündert haben (2 Chr 14,12f ).
Der Ort Gedor (1 Chr 4,39 ) wird in der Septuaginta mit Gerar wiedergegeben (1 Chr 4,39 ).

### Hellenistische und nachbiblische Zeit
In 2 Makk 13,24  erscheint Gerar als Gebietsbezeichnung. Auch in Josephus’ Jüdischen Altertümern und in Eusebius’ Onomastikon der biblischen Ortsnamen kommt Gerar vor. Spätere namensgleiche Orte waren vermutlich nicht genau lagegleich zum biblisch Gerar. Die Osmanische Militärbahn in Palästina hatte eine Feldbahnstrecke, die bis zum Tel Haror führte.